# Sancha av Kastilien
Sancha av Kastilien, född 1154, död 1208, var en drottning av Aragonien; gift 1174 med kung Alfons II av Aragonien. 

## Biografi
Äktenskapet arrangerades för att förse maken med en brud av högsta tänkbara status för att hävda sig mot den aragonska högadeln. Trolovningen ägde rum 1162, och bröllopet 1174. 
Sancha och Alfons hade en nära relation och Sancha hade därför en hel del inflytande i politiska sammanhang; hon förekommer ofta som signatur i offentliga dokument vid kungens sida. Hon var också en populär drottning. Hon agerade beskyddare för trubadurer som Giraud de Calanson och Peire Raymond. Sancha låg dock i konflikt med maken om en del land som ingick i hennes framtida änkesäte, och år 1177 tog hon kontrollen över en del förläningar i Ribagorza på egen hand. 
Då sonen besteg tronen 1196 uteslöt han henne från allt inflytande, och hon drog sig därför tillbaka till kloster.  
Hon grundade klosterordnarna Orden de Comendadoras Sanjunistas eller Madres Comendadoras de San Juan de Jerusalén. 